# Васильев, Владислав Александрович
Владисла́в Алекса́ндрович Васи́льев (род. 23 августа 2004, Москва) — российский футболист, защитник белорусского клуба «Арсенал».

## Биография
Родился в Москве.
В 2011 году начал заниматься футболом в московской ДЮСШ «Олимпик-80». В январе 2015 года перешёл в академию московского «Локомотива».
В составе молодёжной команды «Локомотива» стал победителем Молодёжной футбольной лиги 2023.
22 февраля 2024 года подписал контракт с клубом «Калуга».
27 августа 2024 года перешёл в «Муром». 4 сентября 2024 года в матче Кубка России против дзержинского «Химика» дебютировал в профессиональном футболе. 8 сентября 2024 года в матче против липецкого «Металлурга» дебютировал во Второй лиге (дивизион «А»).
31 июля 2025 года пополнил состав белорусского клуба «Арсенал». 2 августа 2025 года в матче против «Динамо-Брест» дебютировал в чемпионате Беларуси.

## Статистика выступлений
| Выступление      | Выступление       | Выступление      | Лига | Лига | Кубки | Кубки | Итого | Итого |
| Клуб             | Лига              | Сезон            | Игры | Голы | Игры  | Голы  | Игры  | Голы  |
| ---------------- | ----------------- | ---------------- | ---- | ---- | ----- | ----- | ----- | ----- |
| Муром            | Вторая лига («А») | 2024/25          | 27   | 0    | 1     | 0     | 28    | 0     |
| Муром            | Итого             | Итого            | 27   | 0    | 1     | 0     | 28    | 0     |
| Арсенал          | Высшая лига       | 2025             | 3    | 0    | 0     | 0     | 3     | 0     |
| Арсенал          | Итого             | Итого            | 3    | 0    | 0     | 0     | 3     | 0     |
| Всего за карьеру | Всего за карьеру  | Всего за карьеру | 30   | 0    | 1     | 0     | 31    | 0     |

## Достижения
«Локомотив» (Москва)
- Победитель Молодёжной футбольной лиги: 2023
- Итого: 1 трофей